# 창칼 파동
창칼 파동은 1967년 12월 1일 치러진 1968학년도 대한민국 중학교 입학 시험에서 야기된 복수 정답 사건이다. 문제가 된 것은 미술 13번 문제로 ‘목판화를 새길 때 창칼을 바르게 쓴 그림은?’이라는 문항이었다. 여기서 2번 '앞으로 당기는 것'이 출제자인 서울특별시 교육위원회가 정한 정답이었으나, 경기중학교는 3번 '뒤로 당기는 것'도 복수 정답으로 인정하였다. 이에 상대적으로 시험에서 낙방한 학생의 부모들은 학교 측이 채점 기준을 따르지 않았다며 시위를 벌이고 교장과 교감을 연금했다. 경기도 지역과 서울특별시 지역 중학교 낙방생 학부모 549명이 소송을 제기, 대법원까지 상고했으나, 패소해 끝내 불합격 처리되었다.

## 같이 보기
- 무즙 파동